# Teratoschaeta
Teratoschaeta — рід грибів. Назва вперше опублікована 1967 року.

## Класифікація
До роду Teratoschaeta відносять 1 вид:
- Teratoschaeta rondoniensis